# چشمه کلیته
چشمه کلیته یک روستا در ایران است که در بخش مرکزی شهرستان سیرجان واقع شده‌است، که نام دیگر آن اسلام آباد چشمه کلیسا است.